# Harrisia tortuosa
Harrisia tortuosa är en kaktusväxtart som först beskrevs av James Forbes, Christoph Friedrich Otto och Albert Gottfried Dietrich, och fick sitt nu gällande namn av Nathaniel Lord Britton och Joseph Nelson Rose. Harrisia tortuosa ingår i släktet Harrisia och familjen kaktusväxter. Inga underarter finns listade i Catalogue of Life.

## Bildgalleri

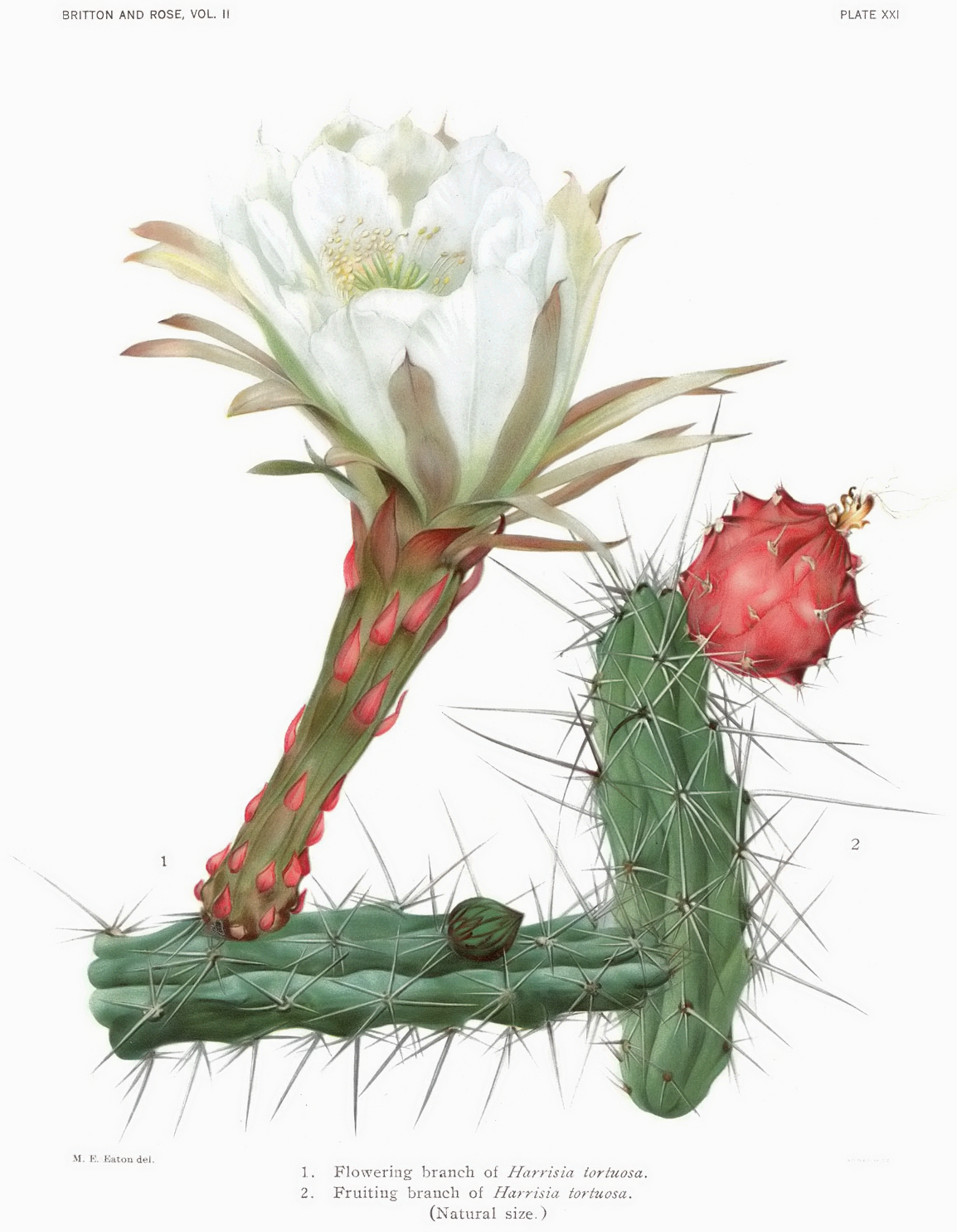